# New York Herald
Le New York Herald est un journal américain à grand tirage lancé le 6 mai 1835 à New York par James Gordon Bennett, Sr.

## Histoire
Dix ans après son lancement, le New York Herald était devenu le quotidien américain le plus populaire et le plus rentable. Son fondateur avait déclaré que la fonction d’un journal « n’est pas d’instruire, mais de surprendre ». Sa capacité à divertir quotidiennement son lectorat en fit le journal avec le plus gros tirage de son temps. En 1861, il tirait à 84 000 exemplaires et s’attribuait le nom de « journal au plus haut tirage au monde. » Anti-catholique, il avait tendance à favoriser le mouvement politique nativiste Know Nothing même s’il n’était pas particulièrement aussi anti-immigrés comme celui-ci. Pendant la guerre de Sécession, il fut un fervent partisan du Parti démocrate.

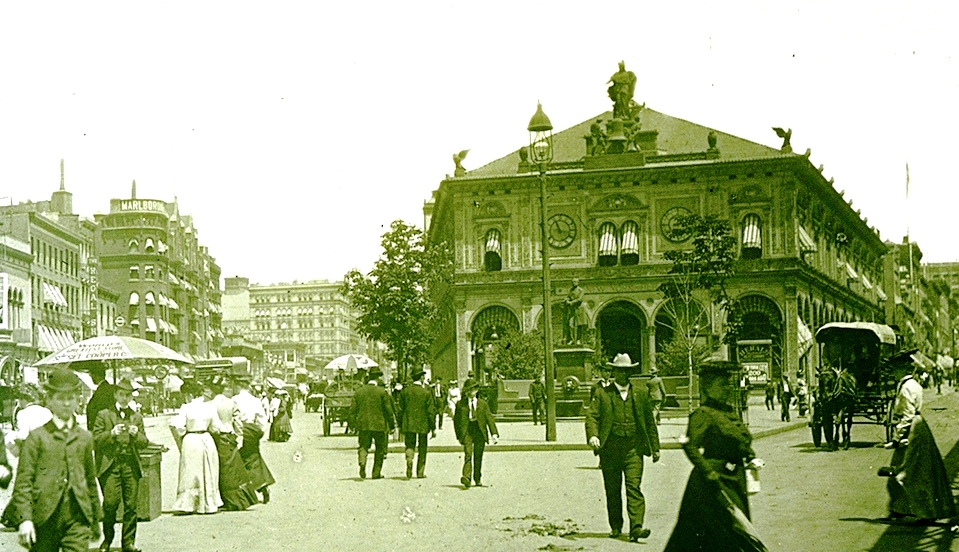
Le bâtiment construit sur les plans de Stanford White. Vue de 1895, il sera démoli en 1921.

Sous la direction du fils de Bennett, James Gordon Bennett Jr, le New York Herald finança l’expédition d’Henry Morton Stanley en Afrique pour trouver David Livingstone ainsi que l’expédition de George W. DeLong dans les régions arctiques en 1879. 
En 1867, Bennett Jr fonda le New York Evening Telegram, qui fut considéré comme l’édition du soir du Herald jusqu’à son acquisition par Frank Munsey en 1920, où il cessa son association avec le Herald. 1902 vit la naissance de l’une des premières bandes dessinées, les aventures de Buster Brown, dessinées par Richard Felton Outcault.

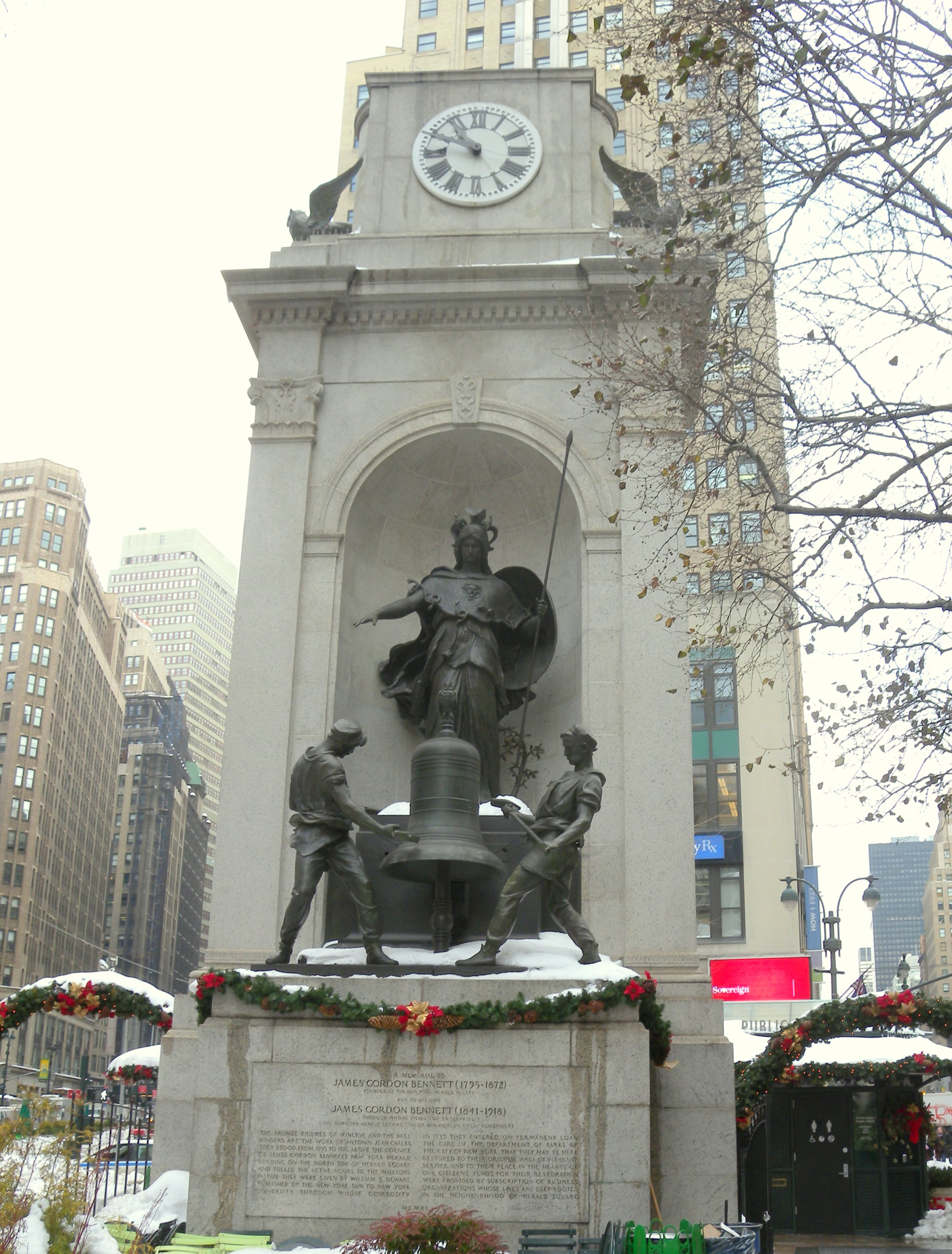
La statue d’Antonin Carlès de nos jours, qui ornait à l’origine le bâtiment du New York Herald.

Le 4 octobre 1887, Bennett Jr. lança l’édition européenne du journal à Paris avant de s’installer dans cette ville d'où il tentait de gérer le journal par télégrammes, ce qui nuisit au fonctionnement du New York Herald qui sera acquis, à sa mort en 1924, par son rival plus petit, le New York Tribune, pour devenir le New York Herald Tribune. En 1959, John Hay Whitney, alors ambassadeur des États-Unis en Grande-Bretagne fait l’acquisition du New York Herald Tribune et de son édition européenne. En 1966, le Washington Post et le New York Times prirent le contrôle du quotidien parisien avant de le rebaptiser International Herald Tribune. Le 15 octobre 2013, il devient l’International New York Times. Aujourd’hui entièrement aux mains du New York Times, celui-ci est aujourd’hui imprimé sur trente-cinq sites à travers le monde et vendu dans plus de cent-quatre-vingt pays.

## Vestige
Le nom du New York Herald survit dans la place new-yorkaise de Herald Square située au nord de Times Square. Sur le côté nord de la place un monument commémorant les Bennett père et fils a été érigé où figure l’horloge du sculpteur français Antonin Carlès représentant Minerve, les carillonneurs et les hiboux sonnant toutes les heures, qui ornait à l’origine le bâtiment du New York Herald.
| Journal        | The Sun | New York Herald | New-York Tribune | The Express | Courier and Enquirer | Journal of Commerce |
| Tirage en 1850 | 55 000  | 32 640          | 19 480           | 10 700      | 5 200                | 4 800               |